# 내서중학교 (경북)
내서중학교(內西中學校)는 대한민국 경상북도 상주시 내서면 낙서리에 있는 공립 중학교이다.

## 학교 연혁
- 1974년 11월 5일 : 내서중학교 설립추진위원회 조직
- 1974년 11월 10일 : 부지확보(6,000평 손창록 기증)
- 1974년 12월 27일 : 내서중학교 인가(6학급)
- 1975년 3월 1일 : 초대 박종달 교장 취임
- 1975년 3월 5일 : 입학식 거행
- 2015년 4월 10일 : 학교 명상 숲가꾸기
- 2017년 9월 11일 : 운동장 조성(풋살장, 다목적 구장)
- 2018년 11월 13일 : 다목적 강당 신축
- 2019년 3월 10일 : 경북미래학교 지정 운영 (2021-2022) (2023-2024)
- 2023년 3월 1일 : 자율학교 지정(2023.03.01.-2025.02.28.)
- 2024년 1월 3일 : 제47회 졸업식(졸업생 19명, 졸업식 누계 2,135명)
- 2024년 3월 1일 : 제25대 이상숙 교장 취임
- 2024년 3월 4일 : 제50회 입학식 (13명 입학)

## 참고 자료
- 내서중학교 - 한국교육학술정보원 학교알리미